# 法務委員会
法務委員会（ほうむいいんかい）は、日本の衆議院・参議院における常任委員会の一つ。国会法第41条2項3号及び同条3項3号に規定される。

## 概要
法務委員会は、衆議院、参議院にそれぞれ置かれる常任委員会である。法務委員会が最初に置かれたのは、昭和23年10月11日に召集された第3回国会である。衆参の法務委員会はそれぞれの議院規則により所管が定められており、法務省所管、裁判所の司法行政に関する事項を対象とする（衆議院規則92条3号、参議院規則74条3号）。具体的には、裁判所の司法行政、法務行政及び検察行政、国内治安、人権擁護等である。
委員会の委員は、議院において選任される（国会法42条1項）。委員の選任は、すべて議長の指名によって行われる（衆議院規則37条、参議院規則30条1項）。実際には、各議院運営委員会において、各会派の議席数に応じて各委員会の委員の員数も配分され、個別の人事は配分された員数の範囲内で各会派によって行われる。
委員長は、委員の互選（国会法第25条）もしくは議長において指名（衆議院規則第15条第1項、参議院規則16条2項）で選任されると定められているが、後者の場合がほとんどである。この場合、事前に各会派間で協議された常任委員長各会派割当てと会派申出の候補者に基づいておこなわれる。なお、委員長に事故があった場合は理事が職務を行うことになっている（衆議院規則第38条第2項、参議院規則31条3項）。
理事の選任は委員の互選（衆議院規則第38条第2項、参議院規則32条2項）となっているが、第1回国会以来すべて委員長の指名により行われている。理事の員数および各会派割当ては議院運営委員会で決定した基準により、選挙など会派の構成が大きく変わった際に見直される。
1948年に司法省が廃止され、法務庁が設置されたことを受けて設置された委員会であり、それまでは司法委員会が司法行政に関する事項を扱っていた。

## 衆議院
- 衆議院における委員の選任は、総選挙後初めて召集される会期の始めに行われる（国会法第42条および衆議院委員会先例集9号）か、国会法または衆議院規則の改正により必要となったとき（衆議院委員会先例集10号）のみであり、その他の場合は異動とみなし、委員の辞任と補欠選任で対処することになっている。
- 多くの会派は、総選挙後の国会と毎年秋に召集される臨時国会の冒頭で各委員の構成を見直すことを例としていることから、実際に委員の構成が大きく変わるのはその際である。
- 委員の会派割当数は所属議員の比率により議院運営委員会において決定される（国会法第46条および衆議院委員会先例集12号）。

### 組織
衆議院法務委員会の員数は35人である（衆議院規則92条）。委員長1名、理事8名が選出または指名される。

#### 委員名簿
2025年（令和7年）3月7日現在
- 委員長：西村智奈美（立憲民主党・無所属）
- 理事
  - 自由民主党・無所属の会：小泉龍司、津島淳、中野英幸
  - 立憲民主党・無所属：鎌田さゆり、黒岩宇洋、米山隆一
  - 日本維新の会：金村龍那
  - 国民民主党・無所属クラブ：円より子
- 委員
  - 自由民主党・無所属の会：井出庸生、稲田朋美、上田英俊、上川陽子、神田潤一、河野太郎、棚橋泰文、寺田稔、平沢勝栄、森英介、若山慎司
  - 立憲民主党・無所属：有田芳生、篠田奈保子、柴田勝之、寺田学、平岡秀夫、藤原規眞、松下玲子
  - 日本維新の会：萩原佳、藤田文武
  - 国民民主党・無所属クラブ：小竹凱
  - 公明党：大森江里子、平林晃
  - 日本共産党：本村伸子
  - 参政党：吉川里奈
  - 日本保守党：島田洋一

### 所管事項
衆議院法務委員会の所管事項は次の通り（衆議院規則92条）。
1. 法務省の所管に属する事項
2. 裁判所の司法行政に関する事項

国政調査案件
1. 裁判所の司法行政に関する事項
2. 法務行政及び検察行政に関する事項
3. 国内治安に関する事項
4. 人権擁護に関する事項

## 参議院

### 組織
参議院法務委員会の員数は20人である（参議院規則74条）。委員長1名、理事数名が選出または指名される（参議院規則第16条及び31条）。

#### 委員名簿
2025年（令和7年）8月1日現在
- 委員長：谷合正明（公明党）
- 委員
  - 自由民主党：岡田直樹、小川克巳、片山さつき、古庄玄知、福岡資麿、森まさこ、山崎正昭、渡辺猛之
  - 立憲民主・社民・無所属：打越さく良、田島麻衣子、福島瑞穂
  - 国民民主党・新緑風会：牛田茉友、川合孝典
  - 公明党：三浦信祐
  - 日本維新の会：嘉田由紀子
  - 参政党：安達悠司
  - 日本共産党：仁比聡平
  - 日本保守党：北村晴男
  - 各派に属しない議員：関口昌一、福山哲郎

### 所管事項
参議院法務委員会の所管事項は以下の通り（参議院規則74条）。
1. 法務省の所管に属する事項
2. 裁判所の司法行政に閑する事項

国政調査案件
1. 法務及び司法行政等に関する事項

## 所管国務大臣
委員会が審査又は調査を行うときは、政府に対する委員の質疑は、国務大臣又は副大臣若しくは大臣政務官に対して行う（衆議院規則45条の2、参議院規則42条の2）。どの国務大臣等に対して出席を求めるかは、各議院の委員会において、委員長及び理事の協議で決定される。法務委員会において出席を求められる主な国務大臣等は、以下の通り。
- 法務大臣
  - 鈴木馨祐（自由民主党）
- 法務副大臣
  - 高村正大（自由民主党）
- 法務大臣政務官
  - 神田潤一（自由民主党）